# Anders Roos
Anders Roos den äldre, född 27 oktober 1750 i Jakobstad, död 26 juni 1810 i Gamlakarleby, var en finländsk köpman och skeppsredare.
Roos började sin bana som medhjälpare hos fadern i Jakobstad men flyttade snart sin rörelse till Gamlakarleby. Denna utvecklades gynnsamt, och kring sekelskiftet 1800 var han stadens och Finlands mest framgångsrika affärsman. Han sysslade främst med sjöfart, sågverksamhet och trävaruaffärer. Roos tog risken att sända skeppslaster med trävaror och tjära till de krigförande länderna under franska revolutionen och tjänade stora pengar på detta. Han byggde i snabb takt upp en anmärkningsvärd handelsflotta, och hans namn var välkänt i Europas hamnstäder. I hemstaden var han känd för sin processlystnad. Verksamheten fortsattes av sonen Anders Roos den yngre.